# Alejandro Hoffman
Alejandro Sergio Hoffman (* 26. Oktober 1966 in Buenos Aires) ist ein argentinischer Schachspieler. Seit 2018 spielt er für Uruguay.
Im Jahr 1987 gewann er die argentinische U26-Meisterschaft. Bei der argentinischen Einzelmeisterschaft im Jahr 1997 war er Zweiter. Er spielte für Argentinien bei drei Schacholympiaden: 1990, 1998 und 2000. Zweimal spielte er bei den panamerikanischen Meisterschaften (1987 und 1995). Bei der FIDE-Weltmeisterschaft 1999 schied er in der ersten Runde gegen Vladislav Tkachiev aus und 2001 ebenfalls in der ersten Runde gegen Pjotr Swidler.
In Spanien spielte er für CA Marcote Mondariz und CA Escuela Int. Kasparov-Marcote Mondariz. Mit Mondariz wurde er 2003 spanischer Mannschaftsmeister.
Im Jahr 1988 wurde er Internationaler Meister, seit 1998 trägt er den Titel Großmeister. 
| Hier fehlt eine Grafik, die leider im Moment aus technischen Gründen nicht angezeigt werden kann. Wir arbeiten daran! |